# NGC 5948
NGC 5948 – gwiazda podwójna znajdująca się w gwiazdozbiorze Węża. Skatalogował ją Édouard Jean-Marie Stephan 14 czerwca 1881 roku jako obiekt typu „mgławicowego”, opisując ją jako słabą gwiazdę zanurzoną w bardzo słabej mgławicy.